# Кривобарско македонско благотворително братство
Кривобарското македонско благотворително културно-просветно братство „Гоце Делчев“ е организация на бежанците от областта Македония, установили се в ломското село Крива бара.

## История
Основано е на 14 февруари 1927 година от 15 бежанци от Крива бара и околните села. Избрано е временно настоятелство с председател Тодор Ст. Сопотски, подпредседател Георги А. Тулев и секретар Васил Дуриданов. Патронният празник е определен на Св. Троица. На 27 февруари е избрано постоянно настоятелство в състав Васил Ив. Дуриданов (председател), Лазар Костов (подпредседател), Георги Тулев (секретар), Иван Благоев (касиер), Славе Софрониев (библиотекар), Лазар Попов и Здравко Бойков са съветници. В контролната комисия влизат Матей Аврамов (председател) и Христо Рошев (член).